# Wu Jinyan
Wu Jinyan (chino simplificado: 吴谨言, chino tradicional: 吳謹言, pinyin: Wú Jǐnyán) es una actriz china.

## Biografía
Comenzó a estudiar ballet desde los 3 años. 
En el 2000 se mudó de su ciudad natal para entrenar en la Escuela de Danza Afiliada (inglés: "Dance School Affiliated") a la Academia de Danza de Beijing (inglés: "Beijing Dance Academy"), donde trabajó como una bailarina profesional. Después de estudiar por siete años afuera, se unió al Ballet Nacional de China, sin embargo tuvo que dejar el ballet luego de sufrir varias lesiones en los pies.
En 2009 entró a la Academia de Cine de Pekín (inglés: "Beijing Film Academy") de donde se graduó en actuación.
Es amiga del actor chino Hong Yao.

## Carrera
Es miembro de la agencia "Huanyu Entertainment". Previamente en el 2011 firmó un contrato con "Zijun Entertainment".
En julio del 2016 se unió al elenco recurrente de la serie Singing All Along donde dio vida a Xu Yanzhi, la sirvienta de la Emperatriz Yin Lihua (Ruby Lin).
En 2015 obtuvo un pequeño secundario en la película Mr. Six donde interpretó a Zheng Hong, una estudiante que pide dinero para poder regresar a su casa.
El 12 de enero del 2018 se unió al elenco de la serie Forever Young donde dio vida a la arquitecta y escritora china Lin Huiyin.
Ese mismo mes se unió al elenco de la serie Untouchable Lovers donde interpretó a Feng Ting, la Emperatriz Viuda del Norte de Wei y la hermana de Rong Zhi (Song Weilong), una mujer con un alto cargo de poder y autoridad, quien controla los asuntos de la corte.
El 7 de julio del mismo año se unió al elenco principal de la serie Story of Yanxi Palace donde dio vida a Wei Yingluo, quien más tarde se convertiría en la Emperatriz Xiaoyichun, la favorecida Consorte del  Emperador Qianlong (Nie Yuan), una mujer adelantada a su tiempo, que tiene un gran conocimiento y razonamiento, y aprovecha sus habilidades innatas para superar las artimañas de las rivalidades dentro del palacio, hasta el final de la serie el 4 de octubre del mismo año.
Ha participado en una sesiones fotográfica para la revista "ELLE" junto a Xu Kai, así como para "FHM". También ha participado en sesiones fotográficas para "Ferragamo Fragrances", ha modelado para Dior’s Pre-Fall 2019 Collection así como la colección Dior Amour, así como para Dior A/W 2019 Ready-To-Wear Collection.
El 19 de enero del 2019 se unió al elenco principal de la serie The Legend of Haolan donde interpretó a Li Haolan, la inteligente, talentosa y amable hija de un alto funcionario que se convierte en una mujer ferozmente decidida a vengar las grandes injusticias cometidas en su contra, y que más tarde se convierte en la Reina Zhao, la esposa del Rey King Zhuangxiang de Qin (Mao Zijun), hasta el final de la serie el 20 de febrero del mismo año.
El 9 de septiembre del mismo año se unió al elenco principal de la serie You Are My Answer (你是我的答案) donde dio vida a la valiente joven guionista Bai Xiaolu, hasta el final de la serie el 24 de octubre del mismo año.
El 31 de diciembre del mismo año volvió a interpretar a Wei Yingluo, Emperatriz Xiaoyichun ahora en la serie Yanxi Palace: Princess Adventures. La cual es el spin-off de "Story of Yanxi Palace".
El 12 de agosto de 2020 se unió al elenco principal de la serie Happiness Will Knock on the Door Again (también conocida como "Happiness Will Still Come Knocking") donde interpretó a Fang Yan, una joven oficial de policía, hasta el final de la serie el 4 de septiembre del mismo año.
El 8 de noviembre del mismo año se unió al elenco principal de la serie We Are Young (también conocida como "Something Just Like This") donde dio vida a la trabajadora Qian Xixi, la amiga de la infancia del empresario Duan Ran (Huang Jingyu), hasta el final de la serie el 3 de diciembre del mismo año.
El 24 de enero de 2021 se unió al elenco principal de la serie Fighting Youth (previamente conocida como "Standardized Life") donde interpretó a Zhang Xiaoyu, la nueva asistente personal de Lin Rui (Yin Tao), la directora de ventas de una compañía de ventas, hasta el final de la serie el 24 de febrero del mismo año.
Ese mismo año se unirá al elenco principal de la serie Zhaoge donde dará vida a Daji / Yue Hao, la hermosa e inocente hija de Su Hu, quien luego de ser poseída por la reencarnación de un demonio zorro, su temperamento sufre un gran cambio.
Así como también al elenco principal de la serie Legacy (传家, también conocida como "The Heritage") donde interpretará a Yi Zhongyu.
También se unirá al elenco principal de la serie My Bargain Queen donde dará vida a Sheng Zhening.
Y al elenco principal de la serie Imperial Cuisine (尚食) donde interpretará a Yao Zijin.

## Filmografía

### Series de televisión
| Año             | Título                                    | Personaje                          | Notas        |
| --------------- | ----------------------------------------- | ---------------------------------- | ------------ |
| 2024-presente   | The Double                                | Xue Li / Jiang Li                  | 40 episodios |
| 2022 - presente | Rose and Gun                              | Tang Xin                           | [ 24 ]       |
| 2021 - presente | Imperial Cuisine (Royal Feast)            | Yao Zijin                          |              |
| 2021 - presente | My Bargain Queen                          | Xia Qian                           |              |
| 2021 - presente | Legacy (The Heritage)                     | Yi Zhongyu                         |              |
| 2021 - presente | Zhaoge                                    | Daji / Yue Hao / Youji             |              |
| 2021            | Fighting Youth                            | Zhang Xiaoyu                       | 47 episodios |
| 2020            | We Are Young                              | Qian Xixi                          | 47 episodios |
| 2020            | Happiness Will Knock on the Door Again    | Fang Yan                           | 44 episodios |
| 2019            | Yanxi Palace: Princess Adventures         | Wei Yingluo, Emperatriz Xiaoyichun | 6 episodios  |
| 2019            | You Are My Answer                         | Bai Xiaolu                         | 44 episodios |
| 2019            | The Legend of Haolan                      | Li Haolan, Reina Zhao Ji           | 62 episodios |
| 2018            | Waitan Zhong Sheng                        | Du Xinmei                          | 36 episodios |
| 2018            | Story of Yanxi Palace                     | Wei Yingluo, Emperatriz Xiaoyichun | 70 episodios |
| 2018            | Untouchable Lovers                        | Emperatriz Feng Ting               |              |
| 2017            | Legend of Heavenly Tear: Phoenix Warriors | Ya Meiren                          |              |
| 2017            | Head Above Water                          | Mi Xiaoran                         |              |
| 2017            | Guardian of Beauty                        | Zhu Qiqi                           | 50 episodios |
| 2016            | Magnificent Sword with Beauty             | Mei Ting                           |              |
| 2016            | The Flame of Youth                        | Bei Batian                         |              |
| 2016            | Singing All Along                         | Xu Yanzhi                          |              |
| 2015            | Fighting                                  | Jiang Ziyun                        |              |
| 2015            | Royal Romance                             | Wan'er                             |              |
| 2014            | Young Sherlock                            | Li Qian                            |              |
| 2018            | The Four                                  | He Xiaoyu                          | (cameo)      |
| 2013            | Beauties at the Crossfire                 | Qing Ping / Hong Yu                |              |
| 2013            | New Editorial Department Story            | Joven Dama                         | ep. #13      |
| 2012            | 青海花儿                                  | Wu Xiaoyu                          |              |
| -               | 古今六人行                                | Mao Mao                            |              |

### Películas
| Año  | Título                | Personaje  | Notas                                                                                 |
| ---- | --------------------- | ---------- | ------------------------------------------------------------------------------------- |
| 2018 | Born to Be Wild       | Xue Qi     |                                                                                       |
| 2018 | Forever Young         | Lin Huiyin | junto a Zhang Ziyi, Huang Xiaoming, Chang Chen, Wang Leehom y Chen Chusheng           |
| 2015 | Mr. Six               | Zheng Hong | junto a Feng Xiaogang, Zhang Hanyu, Xu Qing, Li Yifeng, Kris Wu, Liu Hua y Liang Jing |
| 2013 | 屏风美人              | Qing Qing  | (película para la televisión)                                                         |
| 2011 | The Law of Attraction | Huang Juan | junto a Karen Mok, Leon Dai, Wen Zhang, Bai Baihe y Zhang Yong Gang                   |

### Programas de variedades
| Año        | Título                       | Notas                  |
| ---------- | ---------------------------- | ---------------------- |
| 2019       | Youth Periplous (青春环游记) | 12 episodios - miembro |
| 2019       | Keep Running                 | (ep.# 7.05) - invitada |
| 2019       | Ace vs Ace                   | (ep.# 4.08) - invitada |
| 2018, 2019 | Happy Camp                   | 2 episodios - invitada |

### Apariciones en videos musicales
| Año  | Intérprete | Canción           | Notas  |
| ---- | ---------- | ----------------- | ------ |
| 2020 | JJ Lin     | "The Story of Us" | [ 26 ] |

### Revistas / sesiones fotográficas
| Año  | Título                                              | Notas                       |
| ---- | --------------------------------------------------- | --------------------------- |
| 2020 | FILA                                                |                             |
| 2019 | Dior’s ROSE DES VENTS & ROSE CÉLESTE Luxury Jewelry |                             |
| 2019 | Harper’s Bazaar China                               | (publicación de septiembre) |
| 2019 | L’Officiel China                                    | (publicación de agosto)     |

### Endorsos / Embajadora
| Año    | Título                            | Notas    |
| ------ | --------------------------------- | -------- |
| 2020 - | Dior Capture Totale Skincare Line |          |
| 2019-  | FILA                              | Portavoz |

### Eventos
| Año  | Título                                           | Notas              |
| ---- | ------------------------------------------------ | ------------------ |
| 2020 | Beijing TV 2020 Spring Festival Gala             |                    |
| 2019 | Zhejiang TV New Year Countdown Concert           |                    |
| 2019 | FILA Brand Event                                 | en Qingdao         |
| 2019 | Tiffany & Co.’s "Vision & Virtuosity" Exhibition | en Shanghái        |
| 2019 | Dove Chocolate Event                             | en Beijing         |
| 2019 | NBA x the Summer Palace Public Service Campaign  | junto a Jeremy Lin |
| 2019 | I Love You China                                 |                    |

## Discografía

### Otros
| Año  | Canción                                  | Álbum                                                    | Notas                                                                                            |
| ---- | ---------------------------------------- | -------------------------------------------------------- | ------------------------------------------------------------------------------------------------ |
| 2020 | 战疫                                     | Publicado por China Federation of Literary & Art Circles | (Canción y mensajes para apoyar a quienes luchan contra el coronavirus) - junto a otros artistas |
| 2019 | The Sound of Falling Snow (雪落下的声音) | -                                                        | (Interpretación durante el "Zhejiang TV New Year Countdown Concert")                             |

## Premios y nominaciones
| Año  | Categoría                                     | Premio                                      | Trabajo                   | Resultado |
| ---- | --------------------------------------------- | ------------------------------------------- | ------------------------- | --------- |
| 2019 | Mejor actriz                                  | 6th Wenrong Award                           | -                         | Ganó      |
| 2019 | Sina Weibo Most Talked About Celebrity Online | 4th China Quality Television Drama Ceremony | -                         | Ganó      |
| 2018 | Actriz joven emergente                        | 10th China TV Drama Award                   | Story of Yanxi Palace     | Ganó      |
| 2018 | Mejor actriz (Ancient Drama)                  | 24th Huading Award                          | Story of Yanxi Palace     | Ganó      |
| 2018 | Popularity Award (Actress)                    | 7th iQiyi All-Star Carnival                 | -                         | Ganó      |
| 2014 | Most Popular Actress                          | 20th Shanghai Television Festival           | Beauties at the Crossfire | Nominada  |